# Nephelodes rubeolans
Nephelodes rubeolans är en fjärilsart som beskrevs av Achille Guenée 1852. Nephelodes rubeolans ingår i släktet Nephelodes och familjen nattflyn. Inga underarter finns listade i Catalogue of Life.

## Bildgalleri

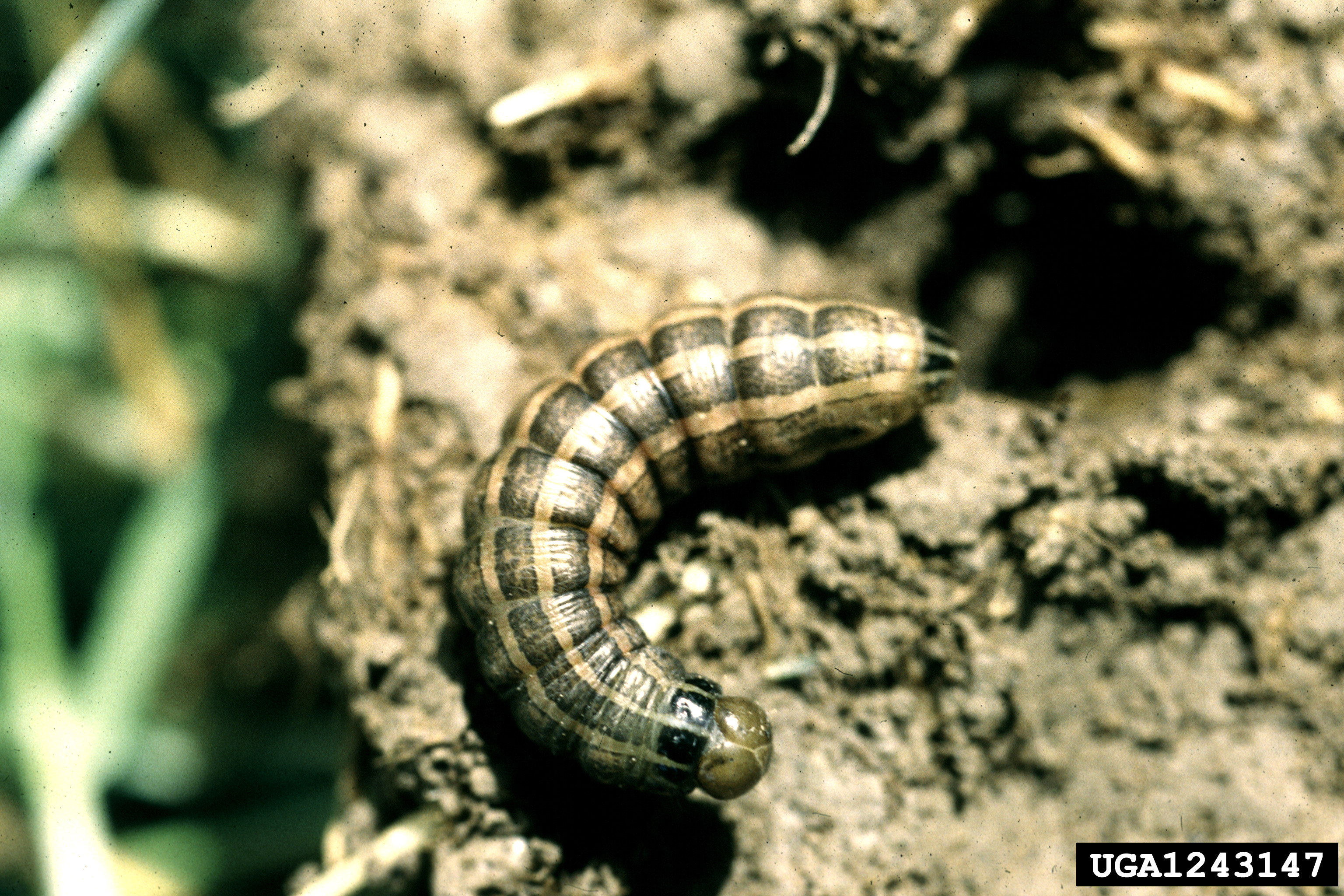
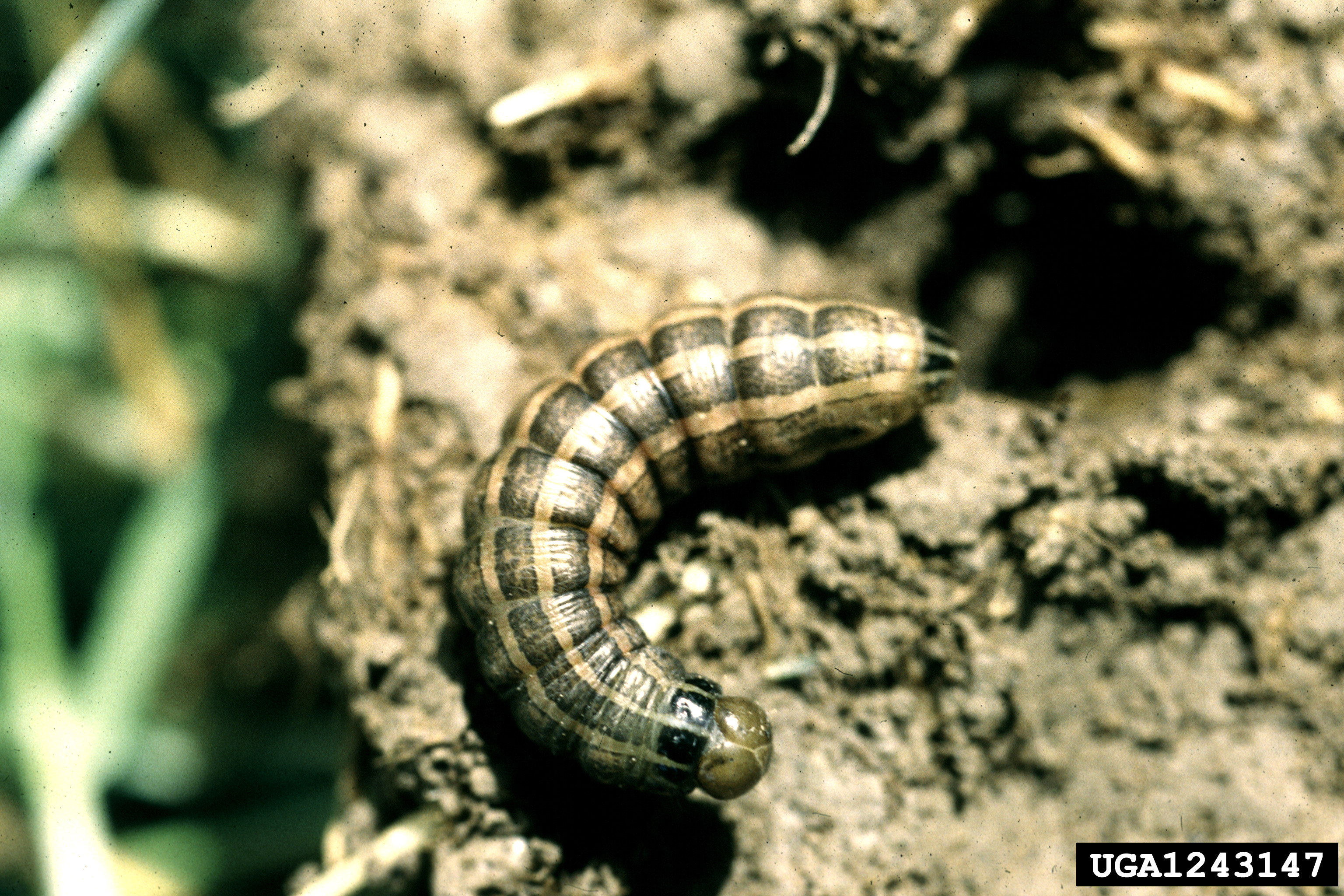